# هيلاريو نافارو
هيلاريو نافارو (بالإسبانية: Hilario Navarro)‏ (14 نوفمبر 1980 في الأرجنتين - ) هو لاعب كرة قدم أرجنتيني في مركز حراسة المرمى. لعب مع إستوديانتيس دي لا بلاتا وإنديبندينتي وبانفيلد وسيرو بورتينيو ونادي راسينغ ونادي سان لورينزو ونادي غواراني (نادي كرة قدم).

## وصلات خارجية
- هيلاريو نافارو على موقع قاعدة بيانات كرة القدم.إي يو (الإنجليزية)
- هيلاريو نافارو على موقع Soccerway.com (الإنجليزية)
- هيلاريو نافارو على موقع AS.com (الإسبانية)